# 黄桥街道
黄桥街道，是中华人民共和国江苏省苏州市相城区下辖的一个乡镇级行政单位。

## 行政区划
黄桥街道下辖以下地区：
春嘉社区、方浜村、张庄村、生田村、胡湾村、木巷村、大庄村、占上村、黄桥村和北庄村。